# Влатко Стояновський
Влатко Стояновський (мак. Влатко Стојановски, нар. 23 квітня 1997, Делчево) — македонський футболіст, нападник французького клубу «Шамблі» та національної збірної Північної Македонії.

## Клубна кар'єра
Народився 23 квітня 1997 року в місті Делчево. Вихованець футбольної школи клубу «Металург» (Скоп'є). Дорослу футбольну кар'єру розпочав 2014 року в основній команді того ж клубу, в якій провів два сезони, взявши участь у 38 матчах чемпіонату.
2016 року Стояновський перейшов у хорватський «Спліт», але за першу команду так і не дебютував, тому 2017 року був відданий в оренду в клуб третього хорватського дивізіону «Неретванац», а незабаром підписав повноцінний контракт з клубом другого дивізіону «Дугопольє».
На початку 2018 року Влатко повернувся на батьківщину і став гравцем «Ренови», в якій провів наступні півтора роки. Більшість часу, проведеного у складі цієї команди, був основним гравцем атакувальної ланки команди. У складі «Ренови» був одним з головних бомбардирів команди, маючи середню результативність на рівні 0,47 гола за гру першості і закінчив сезон 2018/19 у статусі найкращого бомбардира чемпіонату Македонії з 18 голами.
3 липня 2019 року підписав трирічну угоду з клубом вищого французького дивізіону «Нім-Олімпік», який заплатив за гравця 1,5 млн євро. 17 серпня 2019 року дебютував за «Нім» у матчі Ліги 1 проти «Ніцци» (1:2). 29 жовтня 2019 року забив свій перший гол за клуб, реалізувавши пенальті у матчі Кубка французької ліги проти «Ланса» (3:0). Втім основним гравцем македонець стати так і не зумів, через що сезон 2020/21 провів на правах оренди у клубі «Шамблі» і відіграв за команду із однойменного міста 11 матчів в Лізі 2, але не врятував команду від вильоту в третій дивізіон.

## Виступи за збірні
2017 року Стояновський зіграв один матч у складі молодіжної збірної Північної Македонії.
16 листопада 2019 року дебютував в офіційних іграх у складі національної збірної Північної Македонії у матчі кваліфікації до чемпіонату Європи 2020 року проти Австрії (2:1), в якому відразу ж забив свій перший міжнародний гол.
У травні 2021 року Стояновський був включений до заявки збірної на дебютний для неї чемпіонат Європи 2020 року.
| Дата       | Місто    | Господарі          | Результат | Гості              | Турнір                               | Голи | Примітки |
| ---------- | -------- | ------------------ | --------- | ------------------ | ------------------------------------ | ---- | -------- |
| 16-11-2019 | Відень   | Австрія            | 2 – 1     | Північна Македонія | Відбір до ЧЄ 2020                    | 1    | 13'      |
| 19-11-2019 | Скоп'є   | Північна Македонія | 1 – 0     | Ізраїль            | Відбір до ЧЄ 2020                    | -    | 61'      |
| 11-10-2020 | Таллінн  | Естонія            | 3 – 3     | Північна Македонія | Ліга націй УЄФА 2020-2021 - 1-й етап | -    | 78'      |
| 14-10-2020 | Скоп'є   | Північна Македонія | 1 – 1     | Грузія             | Ліга націй УЄФА 2020-2021 - 1-й етап | -    | 80'      |
| 15-11-2020 | Скоп'є   | Північна Македонія | 2 – 1     | Естонія            | Ліга націй УЄФА 2020-2021 - 1-й етап | 1    | 59' 69'  |
| 18-11-2020 | Єреван   | Вірменія           | 1 – 0     | Північна Македонія | Ліга націй УЄФА 2020-2021 - 1-й етап | -    | 62'      |
| 25-3-2021  | Бухарест | Румунія            | 3 – 2     | Північна Македонія | Відбір до ЧС 2022                    | -    | 54' 89'  |
| 31-3-2021  | Дуйсбург | Німеччина          | 1 – 2     | Північна Македонія | Відбір до ЧС 2022                    | -    | 90'      |
| Усього     |          | Матчів             | 8         |                    | Голів                                | 2    |          |